# Mike Pompeo
Michael Richard «Mike» Pompeo  (Orange, California; 30 de diciembre de 1963) es un político, empresario y diplomático estadounidense. Se desempeñó como secretario de Estado de los Estados Unidos durante la administración de Donald Trump entre 2018 y 2021.

## Carrera política

### Cámara de Representantes
Se desempeñó como representante por el 4.º distrito congresional de Kansas entre 2011 y 2017. Fue miembro del Tea Party dentro del Partido Republicano. En la Cámara de Representantes adquirió la reputación de presentar proyectos de ley favorables a los hermanos Koch, que financiaron sus campañas electorales.
Ha sido el representante por el estado de Kansas en el Comité Nacional Republicano y fue miembro de la Delegación Ítaloestadounidense del Congreso.

### Gobierno de Donald Trump

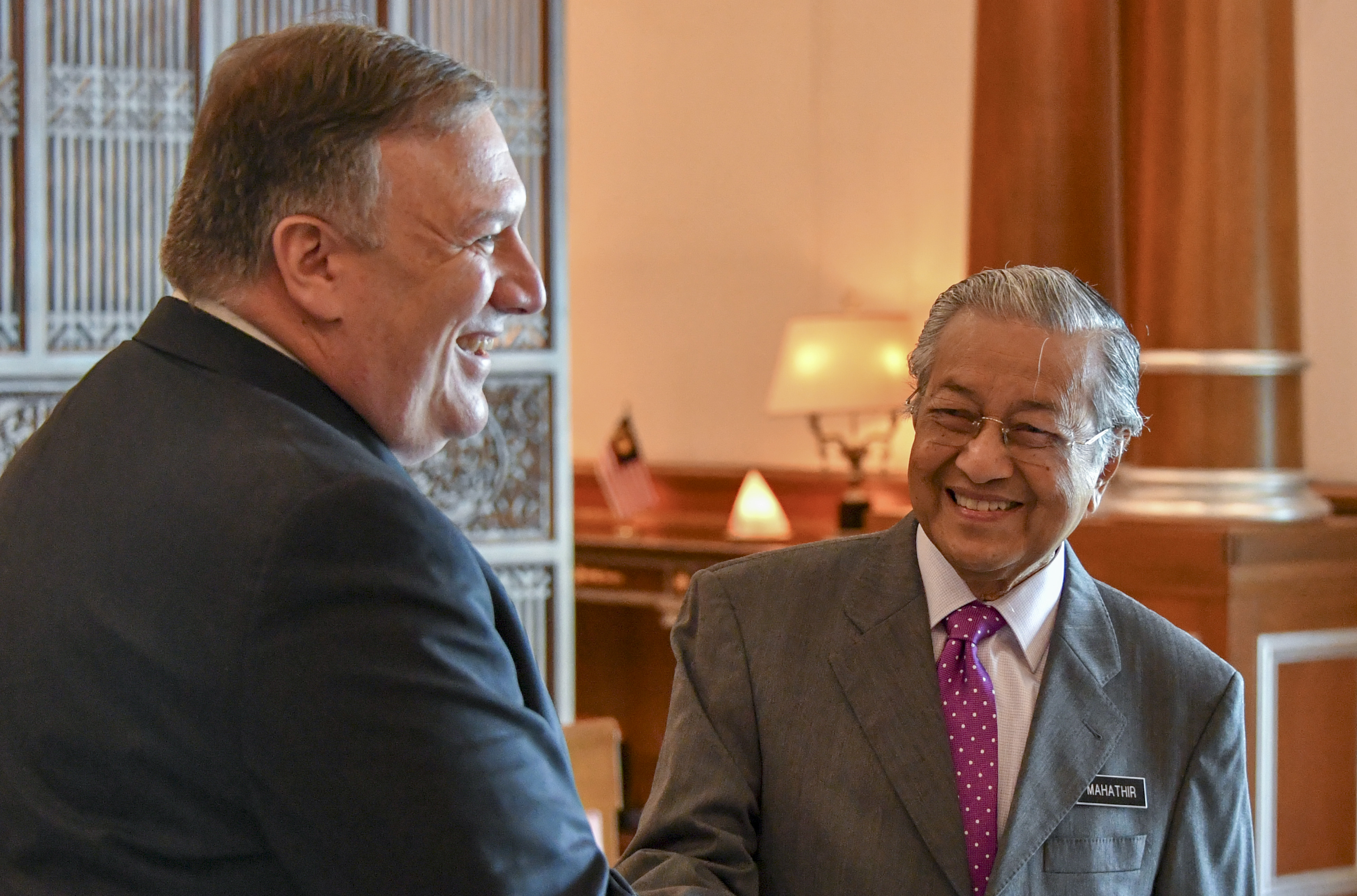
Mike Pompeo junto al primer ministro de Malasia Mahathir Mohamad (3 de agosto de 2018)

El 18 de noviembre de 2016, fue anunciado como director de la Agencia Central de Inteligencia (CIA) por el presidente electo Donald Trump, siendo confirmado por el Senado el 23 de enero de 2017.
Su nombramiento en la CIA fue criticado por Human Rights Watch y Amnistía Internacional pues se le caracterizó como favorable al espionaje masivo y de los líderes extranjeros, y por su opinión de que Edward Snowden debía ser juzgado y finalmente condenado a muerte. También explica que quiere una CIA más «agresiva, brutal, despiadada e implacable».

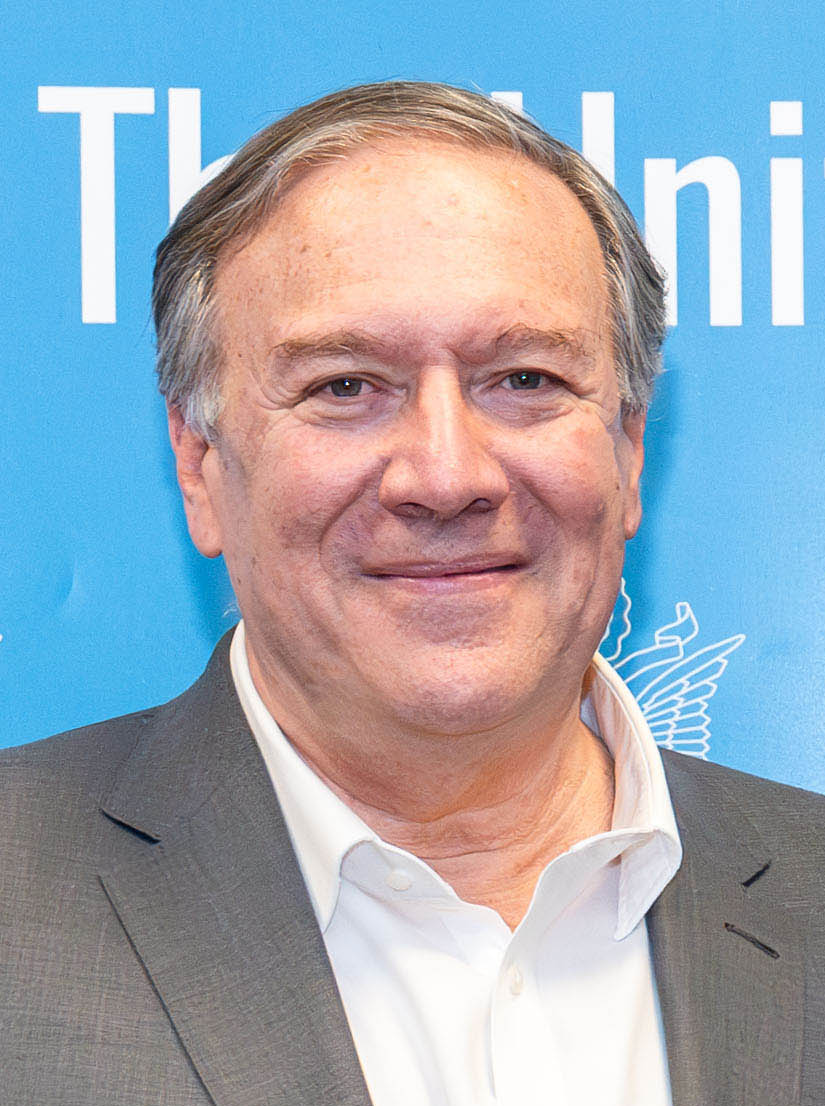
Mike Pompeo in 2024

Posteriormente, el 13 de marzo de 2018, el presidente Trump lo nombró como secretario de Estado, en sustitución de Rex Tillerson. Se mantuvo en dicho cargo hasta el final de la presidencia de Trump, el 20 de enero de 2021.